# Муто, Нобуёси
Барон Нобуёси Муто (яп. 武藤 信義 Муто: Нобуёси, 15 июля 1868, Сага — 27 июля 1933, Синьцзин) — японский маршал, командующий Квантунской армии, японский посол в Маньчжоу-го.

## Биография
Нобуёси Муто родился в семье бывших самураев княжества Сага. По окончании Рикугун сикан гакко участвовал в качестве лейтенанта пехоты в японо-китайской войне. После войны (получив звание капитана) дважды был в России в качестве военного атташе (во Владивостоке и в Одессе). Он научился бегло говорить по-русски, что оказалось бесценным во время русско-японской войны. По возвращении на родину (уже в звании полковника) получил пост в императорской гвардии.
В 1915—1916 годах Нобуёси Муто был начальником 2-го отдела 1-го бюро Генерального штаба.
С 1917 года работал в разведке, возглавил «Харбинское специальное агентство», действовавшее в Иркутске и Омске.
В 1919 году начальник Японской военной миссии в Омске при Российском правительстве адмирала А. В. Колчака..
Затем вернулся в Японию и в 1919—1921 годах занимал административные должности. В 1921 году был назначен командиром 3-й дивизии и участвовал в интервенции в Россию.
В 1922 году Нобуёси Муто вернулся в Японию, в 1925 стал заместителем начальника Генерального штаба, в 1925—1926 был членом Высшего военного совета. Пробыв краткое время главой Командования обороны Токио, он стал командующим гарнизоном Квантунской области, и пробыл в этой должности с 28 июля 1926 года по 26 августа 1927 года.
Муто активно участвовал в создании Маньчжоу-го. Пробыв некоторое время (26 августа 1927 — 26 мая 1932) главным инспектором боевой подготовки, он в 1932 году вернулся в Маньчжурию, став главнокомандующим Императорской армии Маньчжоу-го, одновременно занимая посты командующего Квантунской армией и губернатора Квантунской области. В качестве чрезвычайного и полномочного посла Муто подписал Маньчжуро-японский протокол 1932 года. В 1933 году он осуществлял общее руководство операцией «Нэкка», приведшей к захвату провинции Жэхэ. В начале 1933 года Нобуёси Муто был произведён в маршалы.
Нобуёси Муто умер от желтухи в госпитале в Синьцзине (Маньчжоу-го). Посмертно ему был присвоен ранг дансяку (барон), он получил Орден Золотого коршуна (1-й степени) и Орден Восходящего солнца (1-й степени).